# Zwykła procedura ustawodawcza w Unii Europejskiej
Zwykła procedura ustawodawcza w Unii Europejskiej – procedura tworzenia aktów prawa pochodnego Unii Europejskiej. Uregulowana jest szczegółowo artykułem 294 Traktatu o funkcjonowaniu Unii Europejskiej (tekst skonsolidowany: Dz. Urz. UE 2012 C 326). Zakłada uczestnictwo Parlamentu Europejskiego, działającego obok Rady jako współustawodawca. Z czasem stała się najczęściej stosowaną procedurą ustawodawczą.
Procedura ta wzorowana jest na występującej w regulacjach Unii Europejskiej sprzed traktatu lizbońskiego (od Traktatu z Maastricht) procedurze współdecydowania.

## Proces legislacyjny

### Pierwsze czytanie
Najkrótsza droga legislacyjna w zwykłej procedurze ustawodawczej UE rozpoczyna się, gdy inicjator (Komisja) przedstawia projekt ustawy Parlamentowi Europejskiemu i Radzie. Parlament przedstawia swoje stanowisko w sprawie wniosku ustawodawczego, czyli przyjmuje ewentualne poprawki i zmiany do propozycji Komisji Europejskiej. Na posiedzeniu plenarnym Parlament przyjmuje stanowisko zwykłą większością głosów. Jeżeli Rada nie ma żadnych zastrzeżeń i popiera stanowisko Parlamentu Europejskiego, to procedura kończy się uchwaleniem aktu w kształcie nadanym przez Parlament. Następnie akt jest podpisany przez przewodniczących Parlamentu Europejskiego i Rady oraz opublikowany w dzienniku urzędowym.
Jeżeli Rada nie zatwierdzi stanowiska Parlamentu Europejskiego i przyjmuje własne stanowisko w pierwszym czytaniu, przekazuje je Parlamentowi Europejskiemu do drugiego czytania.

### Drugie czytanie
Pierwsza opcja. Jeśli w ciągu trzech miesięcy Parlament nie zajmie stanowiska lub zatwierdzi stanowisko Rady, akt uważa się za przyjęty (w kształcie nadanym mu przez Radę).
Druga opcja. Parlament większością głosów wchodzących w jego skład członków odrzuca propozycję Rady i wtedy proponowany akt zostaje odrzucony.
Trzecia opcja. Parlament zaproponuje większością głosów poprawki do stanowiska Rady. Zmodyfikowany projekt jest przesyłany do Rady oraz do zaopiniowania przez Komisję. Jeśli wszystkie poprawki zostają zatwierdzone, to akt zostaje przyjęty. Jeśli zostają odrzucone, to zwołany zostaje komitet pojednawczy.

### Procedura pojednawcza
Komitet pojednawczy ma za zadanie doprowadzić do porozumienia w sprawie wspólnego projektu większością kwalifikowaną w terminie sześciu tygodni od jego zwołania, na podstawie stanowisk Parlamentu Europejskiego i Rady w drugim czytaniu. Jeżeli w terminie sześciu tygodni od jego zwołania komitet pojednawczy nie zatwierdzi wspólnego projektu, proponowany akt uważa się za nieprzyjęty.

### Trzecie czytanie
Projekt w treści ustalonej porozumieniem komitetu pojednawczego trafia do Rady i Parlamentu. Przedmiotem trzeciego czytania jest przyjęcie aktu przez obie instytucje zgodnie ze wspólnym projektem, przy czym Parlament Europejski stanowi większością oddanych głosów, a Rada – większością kwalifikowaną. Jeżeli jedna z instytucji nie zatwierdzi proponowanego aktu w przewidzianym terminie, uznaje się, że proponowany akt nie został przyjęty. Trzecie czytanie odbywa się w terminie 6 tygodni. W wyjątkowych przypadkach, z inicjatywy Rady lub Parlamentu terminy trzech miesięcy i sześciu tygodni mogą zostać przedłużone, odpowiednio o miesiąc i dwa tygodnie.

## Nowa definicja większości kwalifikowanej
Artykuł 238 Traktatu o funkcjonowaniu Unii Europejskiej reguluje nową definicję większości kwalifikowanej. Od 1 listopada 2014 roku większość kwalifikowana zostanie osiągnięta, jeśli ustanowi ją co najmniej 55% państw członkowskich reprezentujących co najmniej 65% ludności UE. Jeżeli Rada nie stanowi na wniosek Komisji, większość kwalifikowana musi osiągnąć co najmniej 72% państw członkowskich reprezentujących co najmniej 65% ludności. Do 31 marca 2017 r. każde państwo członkowskie mogło złożyć wniosek, aby decyzja podjęta została według zasad obowiązujących przed 1 listopada 2014 r. (tzn. większością kwalifikowaną, jak określono w traktacie z Nicei).
Państwa członkowskie będą też miały możliwość złożenia wniosku o zastosowanie tzw. kompromisu z Joaniny, zapisanego w deklaracji nr 7 do traktatu lizbońskiego. Narzędzie to pozwala grupie państw członkowskich wyrazić sprzeciw wobec treści danego aktu, nawet jeżeli grupa nie jest wystarczająco liczna, aby ustanowić mniejszość blokującą. Kompromis ten jest przede wszystkim kompromisem politycznym, w ramach którego Rada wyraża wolę osiągnięcia porozumienia zadowalającego większość państw członkowskich w ważnych kwestiach.